# Private War
Pour plus de détails, voir Fiche technique et Distribution.
Private War (A Private War) est un film américain réalisé par Matthew Heineman, sorti en 2018. Le film relate les dix dernières années de la reporter de guerre Marie Colvin du Sunday Times. 

## Synopsis
Journaliste au Sunday Times, Marie Colvin est l’une des correspondantes de guerre les plus célèbres de notre époque. Intrépide et rebelle, sa volonté est de se rendre dans les pays les plus dangereux et ravagés par les conflits afin de donner la parole aux oubliés et victimes. En 2001, elle perd son œil gauche lors d'un reportage au Sri Lanka et elle porte désormais un cache-œil. Mais ce handicap ne l'empêche pas de poursuivre son métier et, avec l'accord de son patron Sean Ryan, elle décide de se rendre en Syrie en 2012 afin de couvrir clandestinement un conflit dans la cité assiégée de Homs. Accompagnée du photographe de guerre Paul Conroy et du photojournaliste français Rémi Ochlik, elle entreprend la mission la plus dangereuse de sa carrière qui la mènera vers la mort...

## Fiche technique
- Titre original : A Private War
- Titre français : Private War
- Réalisation : Matthew Heineman
- Scénario : Marie Brenner et Arash Amel
- Montage : Nick Fenton
- Musique : H. Scott Salinas
- Photographie : Robert Richardson
- Production : Matthew George, Matthew Heineman, Basil Iwanyk, Marissa McMahon et Charlize Theron
- Sociétés de production : Acacia Filmed Entertainment, Savvy Media Holdings, Thunder Road Pictures et Denver and Delilah Productions
- Société de distribution : Aviron Pictures
- Pays d'origine :  États-Unis
- Langue originale : anglais
- Format : couleur
- Genre : Film dramatique, Film de guerre, Film biographique
- Durée : 110 minutes
- Dates de sortie : 
  -  États-Unis : 2 novembre 2018
  -  France : 26 octobre 2019 (DVD)

## Distribution
- Rosamund Pike : Marie Colvin
- Jamie Dornan : Paul Conroy
- Stanley Tucci : Tony Shaw
- Tom Hollander : Sean Ryan
- Faye Marsay : Kate Richardson
- Greg Wise : Professeur David Irens
- Alexandra Moen : Zoe
- Nikki Amuka-Bird : Rita Williams
- Corey Johnson : Norm Coburn
- Hilton McRae : Adam Watkins
- Jérémie Laheurte : Rémi Ochlik